# Palapye
Palapye ist eine Stadt im Central District in Botswana. Ihre Bedeutung erhält sie durch den Sitz des mit Abstand größten Kraftwerks des Landes und der hier ansässigen Botswana International University of Science and Technology (BIUST).

## Geographie
Im Jahr 2011 hatte Palapye 37.256 Einwohner. Der Lotsane, ein Nebenfluss des Limpopo, fließt durch die Stadt. 
Palapye liegt im Osten des Landes zwischen den beiden größten Städten Botswanas, Gaborone (etwa 230 Kilometer entfernt) und Francistown (150 Kilometer). Serowe liegt rund 45 Kilometer westwärts, Mahalapye 70 Kilometer südwestwärts. 
Die Durchschnittstemperatur beträgt 20,1 °C, die jährliche Niederschlagsmenge liegt bei 424 Millimeter. Die Gefahr von Überschwemmungen ist in Palapye, wie im westlich gelegenen Serowe, wegen der ungleichmäßigen Regenfälle größer als in anderen Städten Botswanas.

## Geschichte
Der Ort Phalatswe (auch Old Palapye genannt) wurde von Bamangwato (Bangwato) unter Kgosi Khama III. auf der Westseite der Tswapong Hills gegründet. 1902 wurde der Ort aufgegeben, eine Kirchenruine blieb aber bis heute erhalten (Stand 2015). Die neue Siedlung Palapye (benannt nach der Impala-Antilope) entstand etwa 15 Kilometer weiter westlich an der Bahnstrecke. 1981 hatte die Stadt 9.593 Einwohner. 1995 gab es bei Überschwemmungen zahlreiche Opfer.
Im Oktober 2004 wurde die Einrichtung der Botswana International University of Science and Technology in Palapye durch die Verordnung CAB.33(B)/2004 des Präsidenten festgelegt. Ab 2012 fanden erste Kurse am Oodi College for Applied Arts and Technology statt. Die Eröffnung des Palapye Campus erfolgte nach mehrjähriger Verzögerung im Juli 2015. Die Neugründung soll die University of Botswana in Gaborone entlasten. 2015 studierten rund 1900 Menschen in Palapye.

## Wirtschaft und Infrastruktur
Wenige Kilometer westlich von Palapye liegt die Morupule Colliery Coal Mine des Konsortiums Debswana. Die dort gewonnene bituminöse Steinkohle wird im Kraftwerk Morupule Power Station zur Energieerzeugung eingesetzt, das rund 80 Prozent der in Botswana verbrauchten Elektroenergie liefern soll. Die Leistung seiner zwei Mal vier Blöcke beträgt rund 720 Megawatt (Stand 2015), jedoch gab es bei den 2012 installierten vier 150-MW-Blöcken (Morupule B) lang anhaltende Störungen. Die bisherigen Planungs- und Baukosten betrugen elf Milliarden Pula (rund eine Milliarde Euro; Stand 2015); damit ist das Kraftwerk das teuerste Bauprojekt in der Geschichte des Landes. Ein Plan zum Verkauf der Anlage an ein chinesisches Unternehmen wurde 2018 gestoppt.
Palapye liegt an der Fernstraße A1. Im Ort zweigt die A14 nach Serowe und Orapa ab. Eine weitere Straße führt zum Grenzübergang Martin’s Drift/Grobler’s Bridge und setzt sich auf südafrikanischer Seite als N11 fort. Palapye liegt an der einzigen Fernverkehrsbahnstrecke Botswanas (siehe Schienenverkehr in Botswana). Sie wird im Güterverkehr sowie von Personenzügen und Sonderzügen, wie dem Pride of Africa, bedient. Vom Bahnhof Palapye führt eine Zweigstrecke zum Steinkohlebergwerk.